# Złota czaszka
Złota czaszka – dramat prozą napisany przez Juliusza Słowackiego w pierwszej połowie 1842 roku. Nieukończony. Wydany w 1866 w 3. tomie Pism pośmiertnych we Lwowie. Po raz pierwszy wystawiony w 1899 w Krakowie.
Akcja utworu dzieje się w Krzemieńcu w XVII wieku i osadzona jest w realiach szlacheckich. Złota czaszka to strażnik prowadzący przygotowania do konfederacji antyszwedzkiej – co jest głównym wątkiem utworu.
Inspirację do stworzenia poematu poeta czerpał z doświadczeń własnego dzieciństwa spędzonego w Krzemieńcu.